# Havering
Havering és un districte de Londres, Regne Unit,

## Barris
El districte de Havering està compost pels següents barris.
| - Ardleigh Green - Collier Row - Corbets Tey - Cranham - Elm Park - Emerson Park - Gidea Park - Harold Hill - Harold Wood - Havering-atte-Bower | - Heath Park - Hornchurch - North Ockendon - Rainham - Romford - Rush Green - South Hornchurch - Upminster - Wennington |